# Гдалин, Ян Фридрихович
Ян Фридрихович Гдалин (19 февраля 1939 года, г. Ленинград) — специалист в области радиоастрооптических навигационных систем, организатор производства. Житель блокадного Ленинграда.

## Биография
Я. Ф. Гдалин родился 19 февраля 1939 года в Ленинграде. Семья жила в Красногвардейском районе. Пережил блокаду.
В 1962 году окончил Ленинградский электротехнический институт им. В. И. Ульянова (Ленина) по специальности «Конструирование и технология радиоаппаратуры». С 1962 года работал на заводе «Электроприбор».
В 60-70-х гг. вместе с разработчиками освоил в производстве новое направление средств коррекции для ПО — перископные радиоастрооптические навигационные системы. В должности начальника сборочного цеха завода «Электроприбор», а затем и сборочно-монтажного производства организовал сложнейшее многоуровневое производство, которое обеспечивает выполнение всех задач, стоявших перед заводом, а также настройку и сдачу аппаратуры личному составу кораблей во многих странах.

## Награды
Государственная премия (1998)
Орден «Знак Почета» (1974)